# Fidena atra
Fidena atra är en tvåvingeart som beskrevs av Lutz och Castro 1936. Fidena atra ingår i släktet Fidena och familjen bromsar. Inga underarter finns listade i Catalogue of Life.